# Мурина, Тамара Григорьевна
Тама́ра Григо́рьевна Му́рина (род. 17 марта 1946) — советская актриса театра и кино, заслуженная артистка России.

## Биография
Тамара Мурина родилась 17 марта 1946 года. В 1967 году закончила студию при Центральном детском театре и два года входила в труппу театра.
В 1969 году Валентин Плучек пригласил её в Московский театр сатиры на роль Малыша в спектакле «Малыш и Карлсон, который живёт на крыше».  Эту роль актриса играла около 35 лет, пока ей не исполнилось 58. Она небольшого роста, и её основным амплуа было травести. Тамара Мурина проработала в театре Сатиры более 40 лет, её карьера прервалась в 2010 году из-за ухудшения здоровья.

## Награды
- Заслуженная артистка России (2003).

## Работы в театре
- «Питер Пэн» - Питер Пэн, ЦДТ
- «Малыш и Карлсон, который живёт на крыше» по А. Линдгрен — Малыш
- «Пеппи Длинныйчулок» А. Линдгрен — Томми
- «Затюканный апостол» А. Е. Макаёнок — дочь
- «Последний парад» А. Штейна — Настя
- «Феномены» Г. Горина — Люба
- «Безумный день, или Женитьба Фигаро» Бомарше— Фаншетта
- «Свободу за любовь?!» по мотивам античных комедий — Панацея

### Фильмография
1. 1966 — Такой большой мальчик
2. 1969 — Финист — Ясный сокол
3. 1971 — Нюркина жизнь — Лиза
4. 1973 — Безумный день, или Женитьба Фигаро — Фаншетта
5. 1976 — Пощёчина — Маша, секретарь Щеглова
6. 1977 — Пена — Тамара
7. 1978 — Молодость, выпуск 1-й (новелла Ангел мой)
8. 1979 — Фитиль (короткометражный) (№ 208 «Безусловный рефлекс»)
9. 1982 — Фитиль (короткометражный) (№ 247 «Турист»)
10. 2002 — Секретарши — строптивая секретарша

### Озвучивание мультфильмов
- 1983 — Лягушонок (Весёлая карусель № 14) — вокальная партия[2] (Лягушка[источник не указан 353 дня])

### Радиопостановки
- «Самый лучший Дед Мороз» — Мальчик